# Ernst Wetter
Ernst Wetter, född den 27 augusti 1877 i Töss, död där den 10 augusti 1963, var en schweizisk politiker.
Han blev invald i schweiziska förbundsrådet den 15 december 1938 och lämnade detta den 31 december 1943.
Han var knuten till frisinnade demokratiska partiet.
Under sin tid i förbundsrådet ledde han finansdepartmentet och var förbundspresident 1941.